# Albisola Superiore
Albisola Superiore é uma comuna italiana da região da Ligúria, província de Savona, com cerca de 10.914 habitantes. Estende-se por uma área de 29 km², tendo uma densidade populacional de 376 hab/km². Faz fronteira com Albissola Marina, Cairo Montenotte, Celle Ligure, Pontinvrea, Savona, Stella.
Nesta cidade nasceu o Papa Sisto IV e o Papa Júlio II.

## Demografia
| Variação demográfica do município entre 1861 e 2011                               |
|                                                                                   |
| Fonte: Istituto Nazionale di Statistica (ISTAT) - Elaboração gráfica da Wikipedia |